# دی‌هیدروکسی‌بنزوئیک اسید
دی‌هیدروکسی‌بنزوئیک اسید ممکن است به یکی از موارد زیر اشاره داشته باشد:
- ۳٬۲-دی‌هیدروکسی‌بنزوئیک اسید
- ۲٬۴-دی‌هیدروکسی‌بنزوئیک اسید
- ۲٬۶-دی‌هیدروکسی‌بنزوئیک اسید
- ۴٬۳-دی‌هیدروکسی‌بنزوئیک اسید
- ۳٬۵-دی‌هیدروکسی‌بنزوئیک اسید